# Schlierbach (Lindenfels)
Schlierbach im Schlierbachtal ist ein Stadtteil von Lindenfels im südhessischen Landkreis Bergstraße. Der Ortsteil ist ein anerkannter Erholungsort.

## Geschichte

### Von den Anfängen bis zum 18. Jahrhundert
Der Ort entstand im Gebiet der ehemaligen Mark Heppenheim.  Am 20. Januar 773 schenkte Karl der Große die Stadt Heppenheim nebst dem zugehörigen Bezirk, der ausgedehnten „Mark Heppenheim“, dem Reichskloster Lorsch. Nach langen Streitigkeiten konnten sich die Kurpfalz und das Erzbistum Mainz Anfang des 14. Jahrhunderts über das Erbe aus dem Lorscher Abtei einigen und die pfälzer Teile wurden durch die Amtsvogtei Lindenfels verwaltet zu dem auch Schlierbach gehörte. Bis 1737 unterstand Lindenfels dem Oberamt Heidelberg, danach wurde Lindenfels ein Oberamt.
Die Burg von Lindenfels findet sich bereits als Schlierburg bzw. Slirburc zwischen 1077 und 1088 in der Chronik des Klosters Lorsch. Sie gab wahrscheinlich dem Ort den Namen. Die früheste erhalten gebliebene urkundliche Erwähnung des Ortes als Slirbach erfolgte 1356, wo der Pfalzgraf Ruprecht dem Konrad Hennychin den Hof zu Schlierbach und 13 ½ Huben in Gladbach, Winkel und Schlierbach zu 24 Malter Korngült verpachtet. Innerhalb des Amtes Lindenfels gehörte der Ort zur Thalzent dessen Zentgericht erst in Glattbach, später in Ellenbach und zuletzt in Schlierbach abgehalten wurde. Das Gerichte hatte gemeinsam mit Lindenfels eine Richtstätte in den »Faustenbacher Hecken auf dem Bühel«. Für deren Unterhaltung musste die Thalzent die Hälfte der Kosten tragen.
In seinem Siegel führte das Zentgericht ein Schild mit 3 Feldern. Im ersten Feld befand sich der Pfälzische Löwe, im zweiten die bayerischen Rauten und im dritten, untersten ein Knabe auf einem Hügel, über dessen Kopf eine Kugel schwebte.
Anfänglich bestand das Dorf wohl aus drei Adelshöfen. 1613 waren 15 Hausgesäße und 7 1⁄2 Huben sowie der Ulners Hof vorhanden. Dieser Hof war ein Lehen der Kurpfalz und musste  nach dem Zinsbuch des Oberamts Heidelberg von 1369, 24 Malter Korn jährlicher Gülte entrichten. Außerdem wird die Fronemühle erwähnt, die ebenfalls ein Lehen der Kurpfalz war, das sich im Besitz der Herren von Rodenstein und später der Ulner von Dieburg befand.
In den Anfängen der Reformation sympathisierten die pfälzischen Herrscher offen mit der Lehre Luthers, wenig später wendeten sie sich selbst dem reformierten Bekenntnis zu, ohne jedoch die Kurpfalz den Glauben annehmen zu lassen. Unter Ottheinrich, Kurfürst von 1556 bis 1559, erfolgte der offizielle Übergang zur lutherischen Lehre, 1564 wurde unter Friedrich III., Kurfürst von 1559 bis 1576, der Heidelberger Katechismus eingeführt und die reformierte Pfarrstelle dauerhaft eingerichtet. Danach wechselten seine Nachfolger und teils auch die Bevölkerung zweifach vom reformierten, bzw. calvinistischen Glauben zum lutherischen.
Die unter Friedrich III. in Schierbach eingerichtete reformierte Pfarrstelle bekam als Kirchspiel nach dem Heidelberger Oberamtscompetenzbuch vom Jahr 1610 die Filiale Kolmbach, Glattbach, Winkel, Eulsbach, Erlenbach und Seidenbach.
1613 werden „8 leibeigne Mannspersonen nach Lindefels, eine nach Starkenburg, sowie 8 leibeigene Weibspersonen“ gezählt.
Nachdem im Dreißigjährigen Krieg das Pfarrhaus in Schlierbach durch Brand zerstört wurde es als Filial von Lindenfels geführt. Später wurde in Schlierbach wieder ein Pfarrer eingesetzt und ab 1650 gibt es dort wieder Kirchenbücher.
Am Ende des Dreißigjährigen Kriegs (1648) dürfte der Ort wie viele Gebiete der Kurpfalz fast menschenleer gewesen sein.
Nach dem verheerenden Krieg betrieb die Kurpfalz auf ihrem Gebiet eine durch religiöse Toleranz geprägte Wiederansiedlungspolitik. Doch die in der unruhigen Folgezeit ausbrechenden Kriege wie der Pfälzische Erbfolgekrieg (1688–1697) und der Spanische Erbfolgekrieg (1701–1714) machte viele der Bemühungen wieder zunichte und Zehntausende Pfälzer emigrierten u. a. nach Nordamerika und Preußen.
Auch in religiöser Hinsicht war die Zeit nach dem Dreißigjährigen Krieg von großer Unruhe geprägt. 1685 starb die reformierte Linie Pfalz-Simmern aus und die katholischen Vettern der Linie Pfalz-Neuburg traten mit Kurfürst Philipp Wilhelm die Regierung in der Kurpfalz an. Dieser ordnete die Gleichstellung des katholischen Glaubens, in der mehrheitlich evangelischen bevölkerten Pfalz, an. Schon während des Pfälzischen Erbfolgekriegs hatte Frankreich versucht, in den eroberten Gebieten die Gegenreformation voranzutreiben, und etliche katholische Pfarreien gegründet. Der Krieg endete 1697 mit dem Frieden von Rijswijk, der die Stellung des zu diesem Zeitpunkt regierenden katholischen Kurfürsten Johann Wilhelm stärkte. Dies führte am 26. Oktober 1698 zum Erlass des Simultaneum. Danach waren die Katholiken berechtigt alle reformierten Einrichtungen wie Kirchen, Schulen und Friedhöfe mitzunutzen, während dies umgekehrt nicht erlaubt wurde. Weiterhin wurde die bis dahin selbständige reformierte Kirchenverwaltung dem Landesherren unterstellt. Erst auf Betreiben Preußens kam es 1705 zur sogenannten Pfälzische Kirchenteilung in der das Simultanum rückgängig gemacht wurde und die Kirchen im Land wurden mitsamt Pfarrhäusern und Schulen zwischen den Reformierten und den Katholiken im Verhältnis fünf zu zwei aufgeteilt. Sonderregelungen gab es für die drei Hauptstädte Heidelberg, Mannheim und Frankenthal sowie die Oberamtsstädte Alzey, Kaiserslautern, Oppenheim, Bacharach und Weinheim. In den Städten mit zwei Kirchen sollte die eine den Protestanten und die andere den Katholiken zufallen; in den anderen, wo nur eine Kirche bestand, der Chor vom Langhaus durch eine Mauer geschieden, und jener den Katholiken, dieses den Protestanten eingeräumt werden. Den Lutheranern wurden nur jene Kirchen zugestanden, die sie im Jahr 1624 besaßen oder danach gebaut hatten.
Bis 1737 unterstand das Amt Lindenfels dem Oberamt Heidelberg, danach wurde Lindenfels ein eigenständiges Oberamt.
Im Jahr 1784 lebten in Schlierbach 39 Familien mit 154 Seelen in 20 Häusern. Die Gemarkung bestand aus 251 Morgen Acker, 70 Morgen Wiesen, 5 Morgen Gärten, 26 Morgen Weide und 10 Morgen Wald. Des Weiteren gab es hier eine Wehrzollstätte. Den Zehnten bezog zu einem Drittel die geistliche Verwaltung des Stifts Zum heiligen Geist in Heidelberg und zu zwei Dritteln  die Ulner von Dieburg.

### 19. Jahrhundert bis Heute

#### Schlierbach wird hessisch
Das ausgehende 18. und beginnende 19. Jahrhundert brachte Europa weitreichende Änderungen. Als Folge der Napoleonischen Kriege wurde bereits 1797 das „Linke Rheinufer“ und damit der linksrheinische Teil der Kurpfalz durch Frankreich annektiert. In der letzten Sitzung des Immerwährenden Reichstags in Regensburg wurde im Februar 1803 der Reichsdeputationshauptschluss verabschiedet, der die Bestimmungen des Friedens von Luneville umsetzte, und die territorialen Verhältnisse im Heiligen Römischen Reich (Deutscher Nation) neu regelte.
Er verfügte die Auflösung der Kurpfalz und wies das Gebiet des Oberamts Lindenfels der Landgrafschaft Hessen-Darmstadt als Ausgleich für verlorene linksrheinische Gebiete zu.
Dort wurde das „Oberamt Lindenfels“ vorerst als hessische Amtsvogtei weitergeführt.
Unter Druck Napoleons wurde 1806 der Rheinbund gegründet, dies geschah mit dem gleichzeitigen Reichsaustritt der Mitgliedsterritorien.
Dies führte am 6. August 1806 zur Niederlegung der Reichskrone, womit das alte Reich aufhörte zu bestehen.
Am 14. August 1806 wurde die Landgrafschaft Hessen-Darmstadt, gegen Stellung hoher Militärkontingente an Frankreich und den Beitritt zum Rheinbund, von Napoleon zum Großherzogtum Hessen erhoben, anderenfalls drohte er mit Invasion.
Im Großherzogtum wurde der Amtsbereich des „Amts Lindenfels“ 1812 aufgeteilt und Schlierbach dem Amt Fürth zugewiesen. Die Übergeordnete Verwaltungsbehörde war der „Regierungsbezirk Darmstadt“ der ab 1803 auch als „Fürstentum Starkenburg“ bezeichnet wurde.
Nach der endgültigen Niederlage Napoléons regelte der Wiener Kongress 1814/15 auch die territorialen Verhältnisse für Hessen, daraufhin wurden 1816 im Großherzogtum Hessen Provinzen gebildet. Dabei wurde das vorher als „Fürstentum Starkenburg“ bezeichnete Gebiet, das aus den südlich des Mains gelegenen alten Hessischen und den ab 1803 hinzugekommenen rechtsrheinischen Territorien bestand, in „Provinz Starkenburg“ umbenannt.

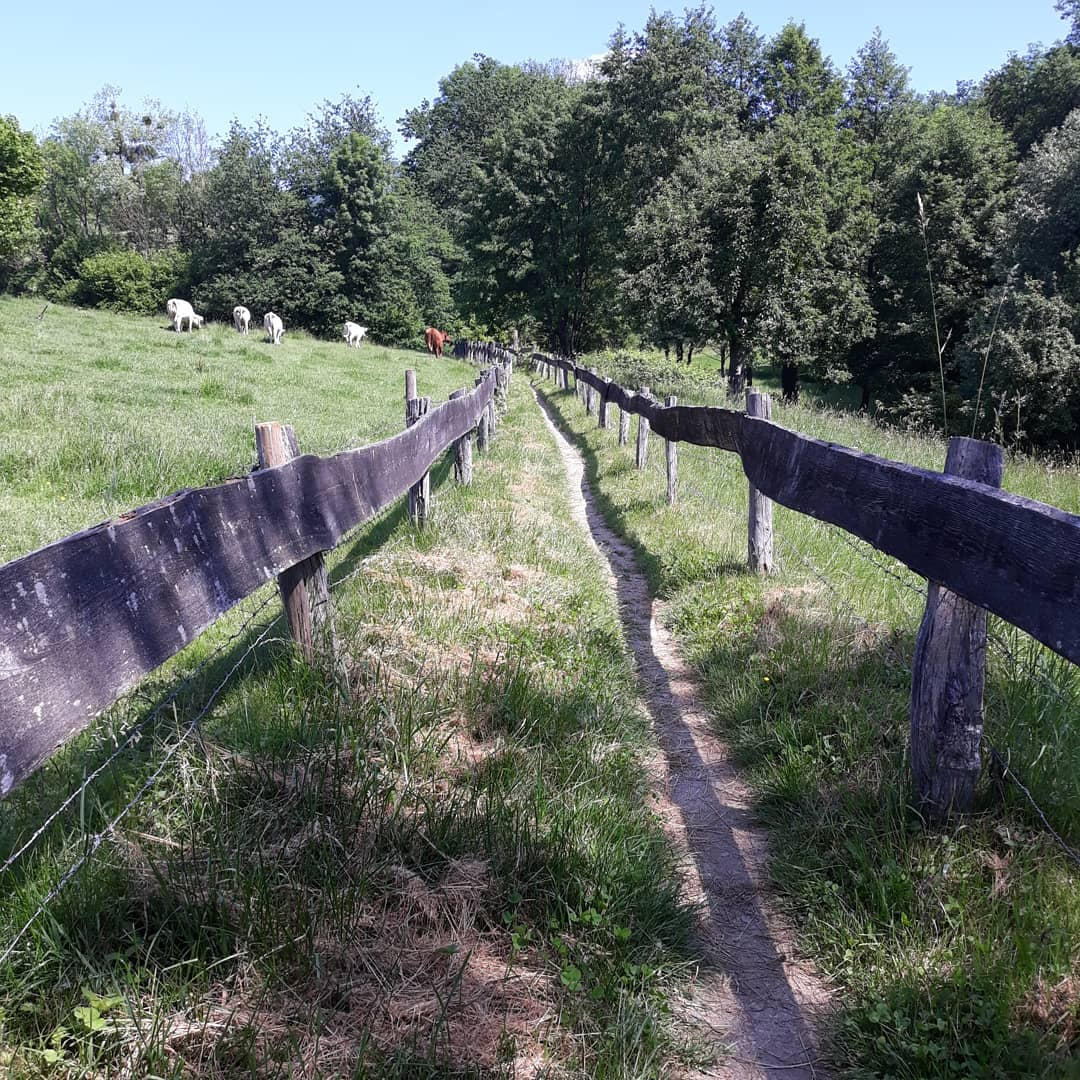
Der „Gerichtspfad“, der zum Gericht nach Fürth führt und die Ortschaften im Schlierbachtal miteinander verbindet

1821 wurden im Rahmen einer umfassenden Verwaltungsreform die Amtsvogteien in den Provinzen Starkenburg und Oberhessen des Großherzogtums aufgelöst und Landratsbezirke eingeführt, wobei Schlierbach zum Landratsbezirk Lindenfels kam. Im Rahmen dieser Reform wurden auch Landgerichte geschaffen, die jetzt unabhängig von der Verwaltung waren. Deren Gerichtsbezirke entsprachen in ihrem Umfang den Landratsbezirken. Für den Landratsbezirk Lindenfels war das Landgericht Fürth als Gericht erster Instanz zuständig. Diese Reform ordnete auch die Verwaltung auf Gemeindeebene. So war die Bürgermeisterei in Schlierbach neben Schlierbach auch für die Orte Glattbach, Kolmbach und Seidenbach und Seidenbuch zuständig war.
Entsprechend der Gemeindeverordnung vom 30. Juni 1821 gab es keine Einsetzungen von Schultheißen mehr, sondern einen gewählten Ortsvorstand, der sich aus Bürgermeister, Beigeordneten und Gemeinderat zusammensetzte.
Die Statistisch-topographisch-historische Beschreibung des Großherzogthums Hessen berichtet 1829 über Schlierbach:

„Schlierbach (L. Bez. Lindenfels) reform. Filialdorf, liegt ½ St. von Lindenfels auf beiden Seiten des Thalbachs. Der Ort hat 34 Häuser und 252 Einw. die bis auf 13 Luth. und 1 Kath. reformirt sind. Unter diesen sind 7 Bauern, 23 Gewerbsleute und 5 Taglöhner. Man findet 1 Kirche und 1 Mahlmühle. Im Jahr 1369 hatte der Ort 8 Huben. Die Kirche vormals ein Filial von Fürth wurde nach der Reformation mit einem eigenen Prediger bestellt und 1610 waren noch Kolmbach, Glattbach, Winkel, Eulsbach, Erlenbach und Seidenbach Filiale davon. Die Kirche fiel bei der Kirchen Vertheilung 1705 den Reformirten zu, welche sie zu einem Filial von Lindenfels machten. Im Jahr 1802 kam Schlierbach von Churpfalz an Hessen.“

1832 wurden die Verwaltungseinheiten weiter vergrößert und es wurden Kreise geschaffen. Nach der am 20. August 1832 bekanntgegebenen Neugliederung sollte es in Süd-Starkenburg künftig nur noch die Kreise Bensheim und Lindenfels geben; der Landratsbezirk von Heppenheim sollte in den Kreis Bensheim fallen. Noch vor dem Inkrafttreten der Verordnung zum 15. Oktober 1832 wurde diese aber dahingehend revidiert, dass statt des Kreises Lindenfels neben dem Kreis Bensheim der Kreis Heppenheim als zweiter Kreis gebildet wurde, zu dem jetzt Schlierbach gehörte.
1842 wurde das Steuersystem im Großherzogtum reformiert und der Zehnte und die Grundrenten (Einnahmen aus Grundbesitz) wurden durch ein Steuersystem ersetzt, wie es in den Grundzügen heute noch existiert.
Im Neuestes und gründlichstes alphabetisches Lexicon der sämmtlichen Ortschaften der deutschen Bundesstaaten von 1845 heißt es:

„Schlierbach – Dorf mit reformirter Pfarrkirche hinsichtlich der Katholischen zur Pfarrei Lindenfels gehörig – 34 H. 252 meistens evangel. Einw. – Großherzogthum Hessen – Prov. Starkenburg – Kreis Heppenheim – Landgericht Fürth – Hofger. Darmstadt – Das Dorf Schlierbach auf beiden Seiten des Thalbachs belegen hat eine Mahlmühle und ist im 1802 von Churpfalz an Hessen übergegangen.“

Infolge der Märzrevolution 1848 wurden mit dem „Gesetz über die Verhältnisse der Standesherren und adeligen Gerichtsherren“ vom 15. April 1848 die standesherrlichen Sonderrechte endgültig aufgehoben.
Darüber hinaus wurden in den Provinzen, die Kreise und die Landratsbezirke des Großherzogtums am 31. Juli 1848 abgeschafft und durch „Regierungsbezirke“ ersetzt, wobei die bisherigen Kreise Bensheim und Heppenheim zum Regierungsbezirk Heppenheim vereinigt wurden. Bereits vier Jahre später, im Laufe der Reaktionsära, kehrte man aber zur Einteilung in Kreise zurück und Schlierbach wurde Teil des neu geschaffenen Kreises Lindenfels.
Die im Dezember 1852 aufgenommenen Bevölkerungs- und Katasterlisten ergaben für Schlierbach: Ein reformatorisches Pfarrdorf beidseits des Thalbachs mit 317 Einwohnern. Die Gemarkung bestand aus 804 Morgen, davon waren 381 Morgen Ackerland, 161 Morgen Wiesen und 246 Morgen Wald.
In den Statistiken des Großherzogtums Hessen werden, bezogen auf Dezember 1867, für das reformierte Pfarrdorf Schlierbach zu beiden Seiten des Thalbachs, 42 Häuser, 292 Einwohnern, der Kreis Lindenfels, das Landgericht Fürth, das Dekanat Lindenfels für die reformierte Pfarrei und die katholische Pfarrei Lindenfels des Dekanats Heppenheim, angegeben.  Durch die Bürgermeisterei wurden außerdem das Haus Hammer-Klingen (10 Einw.), der Hof Kaffeberg (4 Häuser, 19 Einw.), der Hof Neuenthal (ein Haus, 11 Einw.), der Ort Seidenbach (10 Häuser, 79 Einw.) und der Ort Winkel (13 Häuser, 95 Einw.) verwaltet.
Ab 1839 wurde die Nibelungenstraße von Bensheim ins Lautertal bis Lindenfels ausgebaut und damit ein wichtiger Betrag zur Verbesserung der Infrastruktur des vorderen Odenwaldes geschaffen. Eine weitere Verbesserung wurde durch die Eröffnung der Main-Neckar-Bahn 1846 erreicht, die Bensheim zunächst mit Langen, Darmstadt und Heppenheim verband und wenig später bis Frankfurt, Heidelberg und Mannheim reichte.
1870 provoziert der preußische Ministerpräsident Otto von Bismarck durch die sogenannte Emser Depesche den Deutsch-Französischen Krieg, in dem das Großherzogtum Hessen als Mitglied des Norddeutschen Bundes an der Seite Preußens teilnahm. Noch vor dessen offiziellen Ende am 10. Mai 1871 traten die süddeutschen Staaten dem Norddeutschen Bund bei und am 1. Januar 1871 trat dessen neu Verfassung in Kraft, mit der er sich nun Deutsches Reich nannte.
Auf deutscher Seite forderte dieser Krieg ca. 41.000 Tote. Mit dem Reichsmünzgesetz gab es Deutschland nur noch eine Währung, die Mark mit 100 Pfennigen als Untereinheit.
Nachdem das Großherzogtum Hessen ab 1871 Teil des Deutschen Reiches war, wurden 1874 eine Reihe von Verwaltungsreformen beschlossen. So wurden die landesständige Geschäftsordnung sowie die Verwaltung der Kreise und Provinzen durch Kreis- und Provinzialtage geregelt. Die Neuregelung trat am 12. Juli 1874 in Kraft und verfügte auch die Auflösung der Kreise Lindenfels und Wimpfen und die Eingliederung von Schlierbach in den Kreis Bensheim.

#### Zeit der Weltkriege
Am 1. August 1914 brach der Erste Weltkrieg aus und setzte im ganzen Deutschen Reich der positiven wirtschaftlichen Entwicklung ein Ende. Als nach der deutschen Niederlage am 11. November 1918 der Waffenstillstand unterschrieben wurde, hatte auch Schlierbach viele Gefallene zu beklagen, während der Krieg insgesamt rund 17 Millionen Menschenopfer kostete.
Das Ende des Deutschen Kaiserreiches war damit besiegelt, und die unruhigen Zeiten der Weimarer Republik folgten. In der Zeit von 1921 bis 1930 wurden in Deutschland 566.500 Auswanderer gezählt, die versuchten, den schwierigen Verhältnissen in Deutschland zu entfliehen.
Am 30. Januar 1933 wurde Adolf Hitler Reichskanzler, was das Ende der Weimarer Republik und den Beginn der Nationalsozialistischen Diktatur bedeutete.
Im November 1938 brachte die sogenannte Reichskristallnacht den jüdischen Mitbürgern Not und Elend. Synagogen wurde niedergebrannt und die Wohnungen und Geschäfte jüdischer Familien verwüstet.
Die hessischen Provinzen Starkenburg, Rheinhessen und Oberhessen wurden 1937 nach der 1936 erfolgten Auflösung der Provinzial- und Kreistage aufgehoben. Zum 1. November 1938 trat dann eine umfassende Gebietsreform auf Kreisebene in Kraft. In der ehemaligen Provinz Starkenburg war der Kreis Bensheim besonders betroffen, da er aufgelöst und zum größten Teil dem Kreis Heppenheim zugeschlagen wurde. Der Kreis Heppenheim übernahm auch die Rechtsnachfolge des Kreises Bensheim und erhielt den neuen Namen Landkreis Bergstraße.
Am 1. September 1939 begann mit dem Einmarsch deutscher Truppen in Polen der Zweite Weltkrieg, der in seinen Auswirkungen noch weit dramatischer war als der Erste Weltkrieg und dessen Opferzahl auf 60 bis 70 Millionen Menschen geschätzt werden.
In der Endphase des Zweiten Weltkrieges in Europa erreichen die amerikanischen Verbände Mitte März 1945 den Rhein zwischen Mainz und Mannheim. Am 22. März überquerte die 3. US-Armee bei Oppenheim den Rhein und besetzte am 25. März Darmstadt. In den ersten Stunden des 26. März 1945 überquerten amerikanische Einheiten bei Hamm und südlich von Worms den Rhein von wo sie auf breiter Front gegen die Bergstraße vorrücken. Am 27. März standen die amerikanischen Truppen in Lorsch, Bensheim und Heppenheim und einen Tag später waren Aschaffenburg am Main sowie der westliche und nördlichen Teil des Odenwaldes besetzt. Der Krieg in Europa endete mit der bedingungslosen Kapitulation aller deutschen Truppen, die am 8. Mai 1945 um 23:01 Uhr mitteleuropäischer Zeit in Kraft trat.
Das Großherzogtum Hessen war von 1815 bis 1866 ein Mitgliedsstaat des Deutschen Bundes und danach ein Bundesstaat des Deutschen Reiches. Es bestand bis 1919, nach dem Ersten Weltkrieg wurde das Großherzogtum zum republikanisch verfassten Volksstaat Hessen. 1945 nach Ende des Zweiten Weltkriegs befand sich das Gebiet des heutigen Hessen in der amerikanischen Besatzungszone und durch Weisung der Militärregierung entstand Groß-Hessen, aus dem das Bundesland Hessen in seinen heutigen Grenzen hervorging.

#### Nachkriegszeit und Gegenwart
Wie die Einwohnerzahlen von 1939 und 1946 zeigen hatte auch Schlierbach nach dem Krieg viele Flüchtlinge und Vertriebene aus den ehemaligen deutschen Ostgebieten zu verkraften.
Im Jahr 1961 wurde die Gemarkungsgröße mit 200 ha angegeben, davon waren 48 ha Wald.
Im Zuge der Gebietsreform in Hessen schloss sich der Ort zeitgleich zu den Gemeinden Eulsbach, Glattbach am 31. Dezember 1970 freiwillig der Stadt Lindenfels an. Für Schlierbach wurde wie für alle nach Lindenfels eingegliederten Orte ein Ortsbezirk mit Ortsbeirat und Ortsvorsteher nach der Hessischen Gemeindeordnung eingerichtet.
Das heutige Schlierbach besteht aus dem zentralen alten Ortskern und mehreren zum Teil aus den 70er Jahren hinzugekommenen Neubaugebieten. Die seither letzte Erweiterung Schlierbachs ist die Erschließung mehrerer Baugebiete in Richtung Lindenfels und Eulsbach. Bedeutende Gewerbebetriebe konnten sich in Schlierbach nie ansiedeln. Die meisten Einwohner müssen zum Arbeiten jeden Morgen in den Ballungsraum um Mannheim oder in das nahe gelegene Weschnitztal fahren, was mit öffentlichen Verkehrsmitteln jedoch schwierig ist.
Seit 2008 führt der neu erschlossene Wanderweg Nibelungensteig durch den Ort. Im Jahr 2014 erhielt der Ort das Prädikat staatlich anerkannter Erholungsort.

### Kirchengeschichte
Die erste Erwähnung einer Kapelle reicht ins Jahr 1401 zurück. Sie wurde als Filial der Pfarrei in Fürth geführt, die zum Wormser Diözesanverband gehörte. Der dortige Kaplan verlangte für seine Dienste in Schlierbach  »Ein Stück Essen, einen Trunk und 6 Pfennige«. Die is heute erhaltene der beiden spätmittelalterlichen Glocken Schlierbachs trägt die Jahreszahl 1470, was aber nach Auskunft der hessischen Inschriftenkommission als das Jahr 1510 verstanden werden muss. Der Glockengießer Pantlion Sydler aus Esslingen, dessen Name ebenfalls auf der Glocke zu lesen ist, war 1470 erst 10 Jahre alt. In der Kirche wurde ein „Conrad Stumpf von Schweinsberg“ und seine Gattin „Anna von Mosbach“  begraben, die sich dieses Recht durch ein Vermächtnis erwarben. Auf dem Grabstein befinden sich die Wappen der Eheleute, ein Hirschhorn und ein Turm mit 3 Zinnen auf einem dreipassigen Hügel.
Mit der Einführung der Reformation unter dem Pfalzgrafen Friedrich III. wurde in Schlierbach eine reformierte Pfarrei eingerichtet, die nach dem Heidelberger Oberamtscompetenzbuch vom 1610 die  Filiale Kolmbach, Glattbach, Winkel, Eulsbach, Erlenbach und Seidenbach hatte. Die Pfarrei gehörte jetzt dem kurpfälzischen reformirten Inspektion Weinheim an.
Die erste Frau des Pfalzgrafen Ludwig VI., Elisabeth von Hessen stiftete den Kirchen Lindenfels und Schlierbach Almosen.
Nach der Zerstörung des Pfarrhauses in Schlierbach infolge des Dreißigjährigen Kriegs wird die Gemeinde durch Lindenfels betreut und erst 1650 werden wieder eigene Kirchenbücher geführt. Noch 1850 werden Lindenfels und Schlierbach als vereinigte Pfarrei betrachtet und die Gottesdienste abwechselnd in den beiden Orten gehalten, dabei aber Lindenfels der erste Pfingstfeiertag, der erste Weihnachtsfeiertag und der Neujahrstag vorbehalten ist.
Die Kirche zu Schlierbach wurde in den Jahren 1810 und 1811 von der reformirten Collectur im Umstadt mit einem Kostenaufwand von 6600 fl. 35 kr. restauriert und vergrößert. 1833 erhält die Kirche eine Orgel vom Orgelbaumeister Bernhard Dreymann aus Mainz. Nach der Einführung der Kreise 1836 gehörte die Pfarrei zum hessischen Dekanat Lindenfels und zu der Superintendentur Starkenburg.
Erst 1908 wurde in Schlierbach eine selbständige evangelisch-reformierte Pfarrei eingerichtet, deren erster Pfarrer Wilhelm Wahl von Trais-Horloff war. Heute sind in Schlierbach die lutherischen Einwohner nach Rimbach und die katholische Einwohner nach Lindenfels eingepfarrt.

### Gerichte in Hessen
Die Gerichtsbarkeit des Oberamtes Lindenfels ging 1813 an das neue Justizamt in Fürth über.
Mit Bildung der Landgerichte im Großherzogtum Hessen war ab 1821 das Landgericht Fürth das Gericht erster Instanz.
Anlässlich der Einführung des Gerichtsverfassungsgesetzes mit Wirkung vom 1. Oktober 1879, infolge derer die bisherigen großherzoglich hessischen Landgerichte durch Amtsgerichte an gleicher Stelle ersetzt wurden, während die neu geschaffenen Landgerichte nun als Obergerichte fungierten, kam es zur Umbenennung in Amtsgericht Fürth und Zuteilung zum Bezirk des Landgerichts Darmstadt.

### Verwaltungsgeschichte im Überblick
Die folgende Liste zeigt die Staaten und Verwaltungseinheiten, denen Schlierbach angehört(e):
- vor 1737: Heiliges Römisches Reich, Pfalzgrafschaft bei Rhein, Oberamt Heidelberg, Amt Lindenfels, Thal-Zent
- ab 1737: Heiliges Römisches Reich, Pfalzgrafschaft bei Rhein, Oberamt Lindenfels, Thal-Zent
- ab 1777: Heiliges Römisches Reich, Kurfürstentum Pfalzbayern, Pfalzgrafschaft bei Rhein, Oberamt Lindenfels, Thal-Zent
- ab 1803: Heiliges Römisches Reich, Landgrafschaft Hessen-Darmstadt,[Anm. 2] Fürstentum Starkenburg, Amt Lindenfels
- ab 1806: Großherzogtum Hessen,[Anm. 3] Fürstentum Starkenburg, Amt Lindenfels[29]
- ab 1812: Großherzogtum Hessen, Fürstentum Starkenburg, Amt Fürth
- ab 1815: Großherzogtum Hessen[Anm. 4], Provinz Starkenburg, Amt Fürth
- ab 1821: Großherzogtum Hessen, Provinz Starkenburg, Landratsbezirk Lindenfels[Anm. 5]
- ab 1832: Großherzogtum Hessen, Provinz Starkenburg, Kreis Heppenheim
- ab 1848: Großherzogtum Hessen, Regierungsbezirk Heppenheim
- ab 1852: Großherzogtum Hessen, Provinz Starkenburg, Kreis Lindenfels
- ab 1871: Deutsches Reich,[Anm. 6] Großherzogtum Hessen, Provinz Starkenburg, Kreis Lindenfels
- ab 1874: Deutsches Reich,[Anm. 7] Großherzogtum Hessen, Provinz Starkenburg, Kreis Bensheim
- ab 1918: Deutsches Reich, Volksstaat Hessen,[Anm. 8] Provinz Starkenburg, Kreis Bensheim
- ab 1938: Deutsches Reich, Volksstaat Hessen, Landkreis Bergstraße[30][Anm. 9]
- ab 1945: Amerikanische Besatzungszone,[Anm. 10] Groß-Hessen, Regierungsbezirk Darmstadt, Landkreis Bergstraße
- ab 1946: Amerikanische Besatzungszone, Land Hessen, Regierungsbezirk Darmstadt, Landkreis Bergstraße
- ab 1949: Bundesrepublik Deutschland, Land Hessen, Regierungsbezirk Darmstadt, Landkreis Bergstraße
- ab 1971: Bundesrepublik Deutschland, Land Hessen, Regierungsbezirk Darmstadt, Landkreis Bergstraße, Stadt Lindenfels[Anm. 11]

### Einwohnerentwicklung
| • 1613: | 15 Hausgesessene, Leibeigene: 9 Männer, 8 Frauen. |
| • 1784: | 154 Seelen, 39 Familien in 20 Häusern             |
| • 1806: | 186 Einwohner, 29 Häuser                          |
| • 1829: | 252 Einwohner, 34 Häuser                          |
| • 1867: | 292 Einwohner, 42 Häuser                          |

| Schlierbach: Einwohnerzahlen von 1784 bis 2012 | Schlierbach: Einwohnerzahlen von 1784 bis 2012 | Schlierbach: Einwohnerzahlen von 1784 bis 2012 | Schlierbach: Einwohnerzahlen von 1784 bis 2012 | Schlierbach: Einwohnerzahlen von 1784 bis 2012 |
| --- | ---------------------------------------------- | ---------------------------------------------- | ---------------------------------------------- | ---------------------------------------------- |
| Jahr |                                                |                                                |                                                | Einwohner                                      |
| 1784 | 1784                                           |                                                | 154                                            | 154                                            |
| 1806 | 1806                                           |                                                | 186                                            | 186                                            |
| 1829 | 1829                                           |                                                | 252                                            | 252                                            |
| 1834 | 1834                                           |                                                | 277                                            | 277                                            |
| 1840 | 1840                                           |                                                | 304                                            | 304                                            |
| 1846 | 1846                                           |                                                | 312                                            | 312                                            |
| 1852 | 1852                                           |                                                | 317                                            | 317                                            |
| 1858 | 1858                                           |                                                | 270                                            | 270                                            |
| 1864 | 1864                                           |                                                | 294                                            | 294                                            |
| 1871 | 1871                                           |                                                | 301                                            | 301                                            |
| 1875 | 1875                                           |                                                | 324                                            | 324                                            |
| 1885 | 1885                                           |                                                | 341                                            | 341                                            |
| 1895 | 1895                                           |                                                | 322                                            | 322                                            |
| 1905 | 1905                                           |                                                | 334                                            | 334                                            |
| 1910 | 1910                                           |                                                | 348                                            | 348                                            |
| 1925 | 1925                                           |                                                | 295                                            | 295                                            |
| 1939 | 1939                                           |                                                | 303                                            | 303                                            |
| 1946 | 1946                                           |                                                | 383                                            | 383                                            |
| 1950 | 1950                                           |                                                | 354                                            | 354                                            |
| 1956 | 1956                                           |                                                | 334                                            | 334                                            |
| 1961 | 1961                                           |                                                | 342                                            | 342                                            |
| 1967 | 1967                                           |                                                | 406                                            | 406                                            |
| 1970 | 1970                                           |                                                | 672                                            | 672                                            |
| 1980 | 1980                                           |                                                | ?                                              | ?                                              |
| 1990 | 1990                                           |                                                | ?                                              | ?                                              |
| 2000 | 2000                                           |                                                | 519                                            | 519                                            |
| 2006 | 2006                                           |                                                | 596                                            | 596                                            |
| 2011 | 2011                                           |                                                | 576                                            | 576                                            |
| 2012 | 2012                                           |                                                | 576                                            | 576                                            |
| Datenquelle: Historisches Gemeindeverzeichnis für Hessen: Die Bevölkerung der Gemeinden 1834 bis 1967. Wiesbaden: Hessisches Statistisches Landesamt, 1968. Weitere Quellen: ; 2000; 2006; 2012: Stadt Lindenfels aus webarchiv. Zensus 2011 |                                                |                                                |                                                |                                                |

### Religionszugehörigkeit
| • 1829: | 13 lutheranische (= 5,16 %), 238 reformierte (= 97,44 %) und ein katholischer (= 0,40 %) Einwohner |
| • 1961: | 309 evangelische (= 90,35 %) und 31 katholische (= 9,06 %) Einwohner                               |

## Politik
Für Schlierbach besteht ein Ortsbezirk (Gebiete der ehemaligen Gemeinde Schlierbach) mit Ortsbeirat und Ortsvorsteher nach der Hessischen Gemeindeordnung. Der Ortsbeirat besteht aus sieben Mitgliedern.
Nach der Kommunalwahl 2016 setzt er sich aus vier Vertretern der LWG/CDU  und drei Vertretern der SPD zusammen. Ortsvorsteher ist Robert Gehrisch (CDU).

## Kultur und Sehenswürdigkeiten

### Bauwerke
- Evangelische Kirche: Gegenüber dem Hofgut, das im 14. Jahrhundert den Mittelpunkt des Dorfes bildete, befindet sich – vermutlich schon seit dem 14. Jahrhundert, eine Kirche. Sie gehörte damals dem Kirchspiel Fürth an. Besonders interessant ist der die Kirche umgebende Friedhof mit seinem Stickelfeld.

- Friedhof mit Stickelfeld: umgibt die evangelische Kirche. Stickel stehen anstelle eines Grabsteins und haben sich vermutlich zur Zeit der Reformation aus der Form des Totenbretts entwickelt. Ein Stickel ist ein weiß bemaltes Brett mit dem Namen des Verstorbenen, dem Geburts- und Sterbedatum und einem aufgemalten Blumentopf mit einer heranwachsenden, einer blühenden und einer verwelkenden Tulpe. Der Brauch, Stickel statt Grabsteine aufzustellen, kam vermutlich nach 1662 mit der Einwanderung von calvinistischen Schweizern wie den Brüdern Bitsch in den Odenwald.[33] Aufgrund der Seltenheit dieses Grabschmuckes, steht der Friedhof unter Denkmalschutz.

- Fachwerkhäuser prägen das Ortsbild von Schlierbach. Sie stammen größtenteils aus dem 18. und frühen 19. Jahrhundert, etwa die ehemalige Dorfmühle und das Gasthaus „Zum Römischen Kaiser“.

- Burg Lindenfels

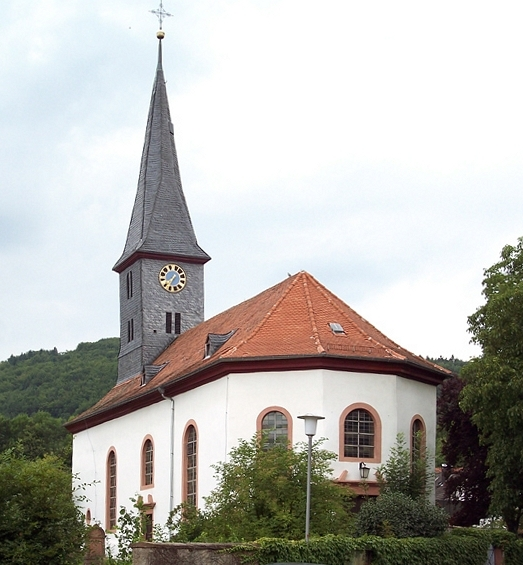
Evangelische Kirche in Schlierbach
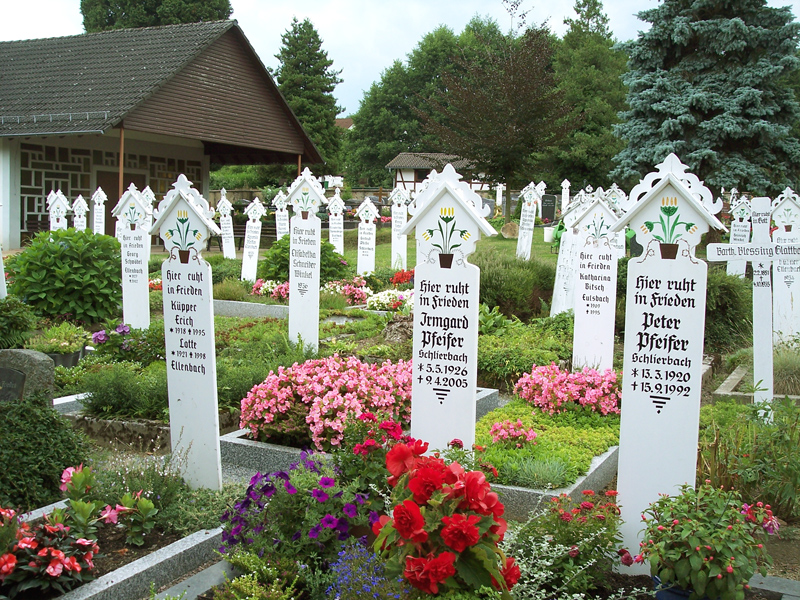
Stickelfeld auf dem Schlierbacher Friedhof

### Regelmäßige Veranstaltungen
- September: Kerb[34]

## Persönlichkeiten

### Söhne und Töchter der Gemeinde
- Eckehart Wolff (1929–2015), Ehrendomkapitular im Bistum Mainz und Propst am Wormser Dom

### Mit Schlierbach verbunden
- Heinz Heim (1859–1895), deutscher Genremaler und Zeichner